# Europese kampioenschappen shorttrack 2007
De Europese kampioenschappen shorttrack 2007 werden van 19 t/m 21 januari 2007 gehouden in Sheffield (Engeland). In 2006 wonnen Nicola Rodigari bij de mannen en Evgenja Radanova bij de vrouwen. Beiden prolongeerden hun titel in Sheffield.

## Nederlandse deelnemers
Naast uit onderstaande rijders wordt het Nederlandse aflossingsteam tijdens het toernooi samengesteld uit Roderick Oosten, Rudy Koek en Freek van der Wart bij de mannen en Maaike Vos en Anouk Zoutendijk bij de vrouwen.
|                   | 500m | 1000m | 1500m | 3000m | Eindklassement |
| ----------------- | ---- | ----- | ----- | ----- | -------------- |
| Niels Kerstholt   | 8    | 6     | 3     | 5     | 6              |
| Thomas Mogendorff | 18   | 19    | 22    | -     | 19             |
| Annita van Doorn  | 17   | 4     | 6     | 4     | 6              |
| Jorien ter Mors   | 20   | 12    | 20    | -     | 18             |
| Ellen Wiegers     | 22   | 13    | 31    | -     | 23             |

## Belgische deelnemers
|               | 500m | 1000m | 1500m | 3000m | Eindklassement |
| ------------- | ---- | ----- | ----- | ----- | -------------- |
| Wim De Deyne  | 7    | 12    | 9     | -     | 12             |
| Pieter Gysel  | 4    | 2     | 4     | 1     | 2              |
| Arno Jaspers  | 30   | 20    | 23    | -     | 20             |
| Kim De Dapper | 29   | 30    | 23    | -     | 29             |

## Uitslagen

### Eindklassement

#### Mannen
|        | Naam               | Land | pnt |
| ------ | ------------------ | ---- | --- |
| Goud   | Nicola Rodigari    | ITA  | 102 |
| Zilver | Pieter Gysel       | BEL  | 50  |
| Brons  | Yuri Confortola    | ITA  | 47  |
| 4      | Thibaut Fauconnet  | FRA  | 42  |
| 5      | Viktor Knoch       | HUN  | 24  |
| 6      | Niels Kerstholt    | NED  | 18  |
| 7      | Denis Bellotti     | ITA  | 17  |
| 8      | Gábor Galambos     | HUN  | 15  |
| 9      | Tyson Heung        | GER  | 8   |
| 10     | Maxime Chataignier | FRA  | 2   |

#### Vrouwen
|        | Naam                      | Land | pnt |
| ------ | ------------------------- | ---- | --- |
| Goud   | Evgenja Radanova          | BUL  | 102 |
| Zilver | Stephanie Bouvier         | FRA  | 68  |
| Brons  | Katia Zini                | ITA  | 39  |
| 4      | Marina Georgieva-Nikolova | BUL  | 34  |
| 5      | Sarah Lindsay             | GBR  | 24  |
| 6      | Annita van Doorn          | NED  | 19  |
| 7      | Arianna Fontana           | ITA  | 17  |
| 8      | Ekaterina Belova          | RUS  | 15  |
| 9      | Kateřina Novotná          | CZE  | 8   |
| 10     | Bernadett Heidum          | HUN  | 5   |
| 29     | Kim De Dapper             | BEL  |     |

### 1500 meter

#### Mannen
|        | Naam              | Land | tijd     |
| ------ | ----------------- | ---- | -------- |
| Goud   | Nicola Rodigari   | ITA  | 2.17,297 |
| Zilver | Viktor Knoch      | HUN  | 2.17,377 |
| Brons  | Niels Kerstholt   | NED  | 2.17,427 |
| 4      | Pieter Gysel      | BEL  | 2.17,579 |
| 5      | Yori Confortola   | ITA  | 2.17,759 |
| 6      | Denis Bellotti    | ITA  | 2.18,985 |
| 7      | Maxime Chatagnier | FRA  | 2.19.493 |

#### Vrouwen
|        | Naam              | Land | tijd     |
| ------ | ----------------- | ---- | -------- |
| Goud   | Stephanie Bouvier | FRA  | 2.28,915 |
| Zilver | Katia Zini        | ITA  | 2.28,962 |
| Brons  | Arianna Fontana   | ITA  | 2.28,977 |
| 4      | Kateřina Novotná  | CZE  | 2.29,021 |
| 5      | Bernadett Heidum  | HUN  | 2.29,169 |
| 6      | Annita van Doorn  | NED  | 2.29,365 |

### 500 meter

#### Mannen
|        | Naam              | Land | tijd         |
| ------ | ----------------- | ---- | ------------ |
| Goud   | Thibaut Fauconnet | FRA  | 42,864       |
| Zilver | Nicola Rodigari   | ITA  | 42,910       |
| Brons  | Gábor Galambos    | HUN  | 42,946       |
| 4      | Pieter Gysel      | BEL  | 43,028       |
| 8      | Niels Kerstholt   | NED  | halve finale |

#### Vrouwen
|        | Naam                      | Land | tijd       |
| ------ | ------------------------- | ---- | ---------- |
| Goud   | Evgenja Radanova          | BUL  | 44,595     |
| Zilver | Sarah Lindsay             | GBR  | 44,690     |
| Brons  | Ekaterina Belova          | RUS  | 44,713     |
| 4      | Marina Georgieva-Nikolova | BUL  | 44,873     |
| 17     | Annita van Doorn          | NED  | heats      |
| 29     | Kim De Dapper             | BEL  | voorrondes |

### 1000 meter

#### Mannen
|        | Naam            | Land | tijd         |
| ------ | --------------- | ---- | ------------ |
| Goud   | Nicola Rodigari | ITA  | 1.27,518     |
| Zilver | Yuri Confortola | ITA  | 1.27,524     |
| Brons  | Denis Bellotti  | ITA  | 1.27,584     |
| 4      | Tyson Heung     | GER  | 1.28,487     |
| 5      | Heralds Silovs  | LAT  | DQ           |
| 14     | Niels Kerstholt | NED  | kwartfinale  |
| 9      | Wim De Deyne    | BEL  | halve finale |

#### Vrouwen
|        | Naam                      | Land | tijd     |
| ------ | ------------------------- | ---- | -------- |
| Goud   | Evgenja Radanova          | BUL  | 1.33,235 |
| Zilver | Marina Georgieva-Nikolova | BUL  | 1.33,360 |
| Brons  | Stephanie Bouvier         | FRA  | 1.34,026 |
| 4      | Annita van Doorn          | NED  | 1.34,347 |
| 5      | Katia Zini                | ITA  | 1.34,436 |
| 6      | Arianna Fontana           | ITA  | 1.38,473 |
| 30     | Kim De Dapper             | BEL  | heats    |

### 3000 meter superfinale

#### Mannen
|   | Naam              | Land | tijd     |
| - | ----------------- | ---- | -------- |
| 1 | Pieter Gysel      | BEL  | 4.50.819 |
| 2 | Yuri Confortola   | ITA  | 4.50,831 |
| 3 | Nicola Rodigari   | ITA  | 4.51,073 |
| 4 | Thibaut Fauconnet | FRA  | 4.51,075 |
| 5 | Niels Kerstholt   | NED  | 4.51,367 |
| 6 | Viktor Knoch      | HUN  | 4.51,389 |
| 7 | Gábor Galambos    | HUN  | 4.52,005 |
| 8 | Denis Bellotti    | ITA  | 4.56,086 |

#### Vrouwen
|   | Naam                      | Land | tijd     |
| - | ------------------------- | ---- | -------- |
| 1 | Evgenja Radanova          | BUL  | 5.26,155 |
| 2 | Stephanie Bouvier         | FRA  | 5.26,505 |
| 3 | Katia Zini                | ITA  | 5.27,294 |
| 4 | Annita van Doorn          | NED  | 5.27,507 |
| 5 | Marina Georgieva-Nikolova | BUL  | 5.27,774 |
| 6 | Sarah Lindsay             | GBR  | 5.27,994 |
| 7 | Ekaterina Belova          | RUS  | 5.28,426 |
| 8 | Arianna Fontana           | ITA  | 5.56,981 |

Malmö 1997 · 
Boedapest 1998 · 
Oberstdorf 1999 · 
Bormio 2000 · 
Den Haag 2001 · 
Grenoble 2002 · 
Sint-Petersburg 2003 · 
Zoetermeer 2004 · 
Turijn 2005 · 
Krynica Zdrój 2006 · 
Sheffield 2007 ·
Ventspils 2008 · 
Turijn 2009 · 
Dresden 2010 · 
Heerenveen 2011 · 
Mladá Boleslav 2012 · 
Malmö 2013 · 
Dresden 2014 · 
Dordrecht 2015 · 
Sotsji 2016 · 
Turijn 2017 · 
Dresden 2018 · 
Dordrecht 2019 · 
Debrecen 2020 · 
Gdańsk 2021 · 
Dresden 2022 · 
Gdańsk 2023 · 
Gdańsk 2024 · 
Dresden 2025